# Ben Segenreich
Ben Segenreich (* 3. März 1952 in Wien) ist ein österreichisch-israelischer Journalist, Korrespondent und Nahostexperte.

## Leben
Ben Segenreich absolvierte das Französische Lyzeum in Wien und studierte Physik und Mathematik in Paris und Wien. In seiner Studienzeit engagierte er sich u. a. für Opfer antisemitischer Diskriminierung und jüdische Dissidenten in der Sowjetunion. Nach seiner Promotion zum Doktor der Physik arbeitete er als Software-Entwickler und war gleichzeitig als Österreich-Korrespondent der israelischen Tageszeitung Maariw (Maariv) tätig.
1983 wanderte er nach Israel aus und blieb als Software-Entwickler tätig. Ab 1989 war er Korrespondent für österreichische, deutsche und schweizerische Tageszeitungen und Zeitschriften. Von 1990 bis 2018 war Ben Segenreich als Fernseh- und Radio-Korrespondent des ORF in Israel tätig. Er lebt weiterhin als freier Journalist, Autor und Vortragender in Israel und ist als Israel-Korrespondent für Mena-Watch tätig.
Er ist verheiratet und Vater zweier Töchter.

## Publikationen
- Fast ganz normal – Unser Leben in Israel, zusammen mit Daniela Segenreich, Amalthea Signum Verlag, Wien 2018, ISBN 978-3-99050-126-9

## Auszeichnungen
- 2010: Silbernes Ehrenzeichen für Verdienste um die Republik Österreich
- 2019: Goldenes Ehrenzeichen für Verdienste um die Republik Österreich